# Бардахівський Роман Андрійович
Роман Андрійович Бардахівський (23.06.1923, с. Воловець Горлицького пов., тепер Польща — 1942, Джанкой, Крим, нині Україна) — учасник українських національно-визвольних змагань. 
Народився у сім'ї священика. Член підпільного пласту у Самборі, пластового куреня юнацтва Ярославської гімназії (1940–1941), повітовий референт Юнацтва ОУН-м Ярославщини, учасник похідних груп ОУН-р. У лютому 1942 р. арештований Гестапо, розстріляний нацистами.